# Болцано (Белуно)
Болцано (итал. Bolzano Bellunese) је насеље у Италији у округу Белуно, региону Венето.
Према процени из 2011. у насељу је живело 538 становника. Насеље се налази на надморској висини од 523 м.